# De vilde jægere
De vilde jægere is een compositie van Niels Gade. Het is een werk voor a capella koor. Gade schreef het op verzoek van de muziekuitgeverij Lose & Delbanco. Gade zette muziek onder een tekst van Poul Martin Møller, een fervent jager. Het gedicht werd postuum gepubliceerd in Efterladte Skrifter.